# 컴퓨터 망
컴퓨터 망 또는 컴퓨터 네트워크(computer network)는 컴퓨터와 프린터, 스마트폰과 같은 기타 장치들이 서로 통신할 수 있도록 연결한 집합이다. 오늘날 거의 모든 컴퓨터는 전 세계적인 인터넷과 같은 컴퓨터 네트워크나 최신 자동차에 내장된 네트워크처럼 컴퓨터 네트워크에 연결되어 있다. 많은 애플리케이션은 컴퓨터 네트워크에 연결되지 않으면 기능이 제한된다. 초기 컴퓨터는 다른 장치와의 연결이 매우 제한적이었지만, 1940년 조지 스티비츠가 다트머스에 있는 터미널을 뉴욕 벨 연구소에 있는 자신의 복소수 계산기에 연결하여 컴퓨터 네트워킹의 첫 사례가 나타났다.
통신을 위해 컴퓨터와 장치는 정보 전송을 지원하는 물리적 매체로 연결되어야 한다. 구리 케이블 및 광섬유와 같은 유선 매체와 무선 무선 주파수 매체를 포함하여 물리적 매체에 대한 다양한 기술이 개발되었다. 컴퓨터는 다양한 네트워크 토폴로지로 매체에 연결될 수 있다. 네트워크를 통해 통신하기 위해 컴퓨터는 사용되는 매체와 상관없이 통신 프로토콜이라는 합의된 규칙을 사용한다.
컴퓨터 네트워크에는 개인용 컴퓨터, 서버, 네트워킹 하드웨어 또는 기타 특수 목적 또는 일반 목적의 호스트가 포함될 수 있다. 이들은 네트워크 주소로 식별되며 호스트명을 가질 수 있다. 호스트명은 노드에 대한 기억하기 쉬운 레이블 역할을 하며 초기 할당 후에는 거의 변경되지 않는다. 네트워크 주소는 인터넷 프로토콜과 같은 통신 프로토콜에 의해 노드를 찾고 식별하는 데 사용된다.
컴퓨터 네트워크는 신호를 전달하는 데 사용되는 매질, 대역폭, 네트워크 트래픽을 구성하는 통신 프로토콜, 네트워크 크기, 토폴로지, 트래픽 제어 메커니즘, 조직적 목적 등 다양한 기준으로 분류될 수 있다.
컴퓨터 네트워크는 월드 와이드 웹 액세스, 디지털 영상 및 디지털 오디오, 애플리케이션 및 스토리지 서버의 공유 사용, 프린터 및 팩스 기기, 이메일 및 인스턴트 메시징 애플리케이션 사용과 같은 다양한 애플리케이션 및 서비스를 지원한다.

## 역사
수리 계산기와 초기 컴퓨터 사이의 명령들은 주로 인간이 직접 전달했다. 조지 스티비츠는 1940년 9월에 전신기(teletype machine)를 사용해서 뉴욕에 있는 복소수 계산기(Complex Number Calculator)에 명령어들을 보내고 결과를 받았다. 컴퓨터에 전신기 같은 출력 시스템을 연결하는 것은 1962년 J. C. R. 리클라이더가 소위 '행성간 네트워크'라고 불리던 작업 그룹을 발전시키면서 큰 관심을 기울였던 것이었다. 이 '행성 간 네트워크'는 나중에 아파넷의 전신이 되었다.
컴퓨터 네트워킹은 컴퓨터 과학, 컴퓨터 공학 및 전기 통신의 한 분야로 간주될 수 있으며, 관련 학문의 이론적이고 실제적인 적용에 의존한다. 컴퓨터 네트워킹은 광범위한 기술 발전과 역사적 이정표의 영향을 받았다.
- 1940년 벨 연구소의 조지 스티비츠는 다트머스에 있는 전신기를 복소수 계산기가 실행되는 벨 연구소 컴퓨터에 연결하여 원거리에서 컴퓨터를 사용하는 것을 시연했다.[3][4] 이는 컴퓨팅 기계의 첫 실시간 원격 사용이었다.[3]
- 1950년대 후반, 미국 국방부의 반자동식 방공조직 (SAGE) 레이더 시스템을 위해 컴퓨터 네트워크가 구축되었다.[5][6][7] 이는 1958년 미국전화전신회사에서 출시한 최초의 상업용 모뎀인 벨 101 모뎀을 사용했다. 이 모뎀은 일반 비정규 전화선을 통해 초당 110비트(bit/s)의 속도로 디지털 데이터를 전송할 수 있게 했다.
- 1959년, 크리스토퍼 스트래치는 영국에서 시분할 시스템에 대한 특허를 출원했고, 존 매카시 (컴퓨터 과학자)는 MIT에서 사용자 프로그램의 시분할을 구현하는 첫 프로젝트를 시작했다.[8][9][10][11] 스트래치는 그 해 파리에서 열린 유네스코 정보 처리 회의에서 J. C. R. 리클라이더에게 그 개념을 전달했다.[12] 매카시는 초기 시분할 시스템 세 가지(1961년 호환 시분할 시스템, 1962년 BBN 시분할 시스템, 1963년 다트머스 시분할 시스템)를 만드는 데 중요한 역할을 했다.
- 1959년, 아나톨리 키토프는 소련 공산당 중앙위원회에 컴퓨팅 센터 네트워크를 기반으로 소련 군대 및 경제 통제를 재편하는 상세한 계획을 제안했다.[13] 키토프의 제안은 나중에 1962년 오가스 경제 관리 네트워크 프로젝트처럼 거부되었다.[14]
- 1960년, 상업 항공사 예약 시스템 SABRE(semi-automatic business research environment)는 두 대의 연결된 메인프레임과 함께 온라인 상태가 되었다.
- 1962년과 1963년, J. C. R. 리클라이더는 사무실 동료들에게 컴퓨터 사용자 간의 일반적인 통신을 허용하기 위한 컴퓨터 네트워크인 "은하간 컴퓨터 네트워크" 개념을 논의하는 일련의 메모를 보냈다. 이는 궁극적으로 1969년에 시작된 아파넷의 기반이 되었다.[15]
- 1965년, 웨스턴 일렉트릭은 스위칭 패브릭에 컴퓨터 제어를 구현한 최초의 널리 사용되는 전화 교환기를 선보였다.
- 1960년대 내내,[16][17] 폴 배런과 도널드 데이비스는 네트워크를 통한 컴퓨터 간의 데이터 통신을 위한 패킷 교환 개념을 독립적으로 발명했다.[18][19][20][21] 배런의 연구는 분산 네트워크를 통한 메시지 블록의 적응형 라우팅을 다루었지만, 소프트웨어 스위치가 있는 라우터나 네트워크 자체가 아닌 사용자가 신뢰성을 제공한다는 개념은 포함하지 않았다.[22][23][24][25] 데이비스의 계층적 네트워크 설계에는 고속 라우터, 통신 프로토콜 및 엔드 투 엔드 원칙의 핵심이 포함되었다.[26][27][28][29] 국립 물리학 연구소의 근거리 통신망인 NPL 네트워크는 1968-69년에 768 kbit/s 링크를 사용하여 이 개념의 구현을 개척했다.[30][28][31] 배런과 데이비스의 발명은 모두 컴퓨터 네트워크 개발에 영향을 미친 중요한 기여였다.[32][33][34][35]
- 1969년, 캘리포니아 대학교 로스앤젤레스, 스탠포드 연구소, 캘리포니아 대학교 샌타바버라, 유타 대학교의 첫 네 개의 아파넷 노드가 50 kbit/s 회선으로 연결되었다.[15][36] 주로 밥 칸이 설계한 이 네트워크의 라우팅, 흐름 제어, 소프트웨어 설계 및 네트워크 제어는 IMP 팀이 볼트 베라넥 & 뉴먼을 위해 작업하면서 개발했다.[37][38][39] 1970년대 초, 레너드 클라인록은 패킷 교환 네트워크의 성능을 모델링하는 수학적 작업을 수행했으며, 이는 아파넷 개발의 기반이 되었다.[40][41] 1970년대 후반에 학생 파루크 카문과 함께 수행한 계층적 라우팅에 대한 그의 이론적 작업은 오늘날 인터넷 운영에 여전히 중요하다.[42][43]
- 1972년, 상업 서비스는 유럽의 실험적인 공개 데이터 네트워크에 처음 배포되었다.[44][45]
- 1973년, 루이 푸진이 이끄는 프랑스 CYCLADES 네트워크는 네트워크 자체의 중앙 집중식 서비스가 아닌 호스트가 데이터의 안정적인 전달을 담당하도록 한 최초의 네트워크였다.[46]
- 1973년, 피터 T. 커스틴은 유니버시티 칼리지 런던 (UCL)에서 인터네트워킹을 실제 적용하여 아파넷을 영국 학술 네트워크에 연결했는데, 이는 최초의 국제 이기종 컴퓨터 네트워크였다.[47][48]
- 1973년, 로버트 메칼프는 제록스 PARC에서 이더넷을 설명하는 공식 메모를 작성했다.[49] 이는 그가 데이비드 보그스와 함께 만든 근거리 네트워킹 시스템이다.[50] 이는 1960년대 후반 하와이 대학교에서 노먼 에이브럼슨과 프랭클린 F. 궈가 시작한 패킷 라디오 알로하넷에서 영감을 받았다.[51][52] 메칼프와 보그스는 존 쇽과 에드워드 태프트와 함께 인터넷워킹을 위한 PARC 유니버설 패킷을 개발했다.[53]
- 1974년, 빈트 서프와 밥 칸은 그들의 기념비적인 1974년 논문인 "패킷 네트워크 인터커뮤니케이션을 위한 프로토콜"을 발표했다.[54] 그해 말, 서프, 요겐 달랄, 칼 선샤인은 최초의 전송 제어 프로토콜 (TCP) 사양인 RFC 675를 작성하여 인터넷워킹의 약어로 인터넷이라는 용어를 만들었다.[55]
- 1976년 7월, 메칼프와 보그스는 "이더넷: 로컬 컴퓨터 네트워크를 위한 분산 패킷 교환"이라는 논문을 발표했다.[56] 1977년 12월에는 버틀러 램슨과 찰스 P. 새커와 함께 그들의 발명에 대해 미국 특허 4,063,220A 를 받았다.[57][58]
- 유럽, 북미, 일본의 공개 데이터 네트워크는 1970년대 후반부터 X.25를 사용하기 시작했고 X.75와 상호 연결되었다.[19] 이 기반 인프라는 1980년대에 TCP/IP 네트워크를 확장하는 데 사용되었다.[59]
- 1976년, 데이터포인트 코퍼레이션의 존 머피는 저장 장치를 공유하는 데 처음 사용된 토큰 전달 네트워크인 ARCNET을 만들었다.
- 1977년, 최초의 장거리 광섬유 네트워크는 캘리포니아 롱비치에 있는 GTE에 의해 배포되었다.
- 1979년, 로버트 메칼프는 이더넷을 개방형 표준으로 만들기 위해 노력했다.[60]
- 1980년, 이더넷은 원래 2.94 Mbit/s 프로토콜에서 10 Mbit/s 프로토콜로 업그레이드되었는데, 이는 론 크레인, 밥 가너, 로이 오거스,[61] 요겐 달랄이 개발했다.[62]
- 1986년, 미국 국립과학재단 (NSF)은 NSFNET(National Science Foundation Network)을 다양한 NSF 자금 지원 사이트와 지역 연구 및 교육 네트워크를 연결하는 범용 연구 네트워크로 시작했다.[15]
- 1995년, 이더넷의 전송 속도 용량은 10 Mbit/s에서 100 Mbit/s로 증가했다. 1998년에는 이더넷이 1 Gbit/s의 전송 속도를 지원했다. 이후 최대 800 Gbit/s의 더 높은 속도가 추가되었다(2025 년 기준). 이더넷의 확장은 지속적인 사용에 기여하는 요인이 되었다.[60]
- 1980년대와 1990년대에 임베디드 시스템이 공장, 자동차, 항공기에서 점점 더 중요해짐에 따라 임베디드 컴퓨터 간 통신을 허용하는 네트워크 프로토콜이 개발되었다. 1990년대 후반과 2000년대에는 유비쿼터스 컴퓨팅과 사물인터넷이 인기를 얻었다.[63][64]

네트워크와 이들 사이를 연결하고 통신하는 데 필요한 기술들은 계속 컴퓨터 하드웨어, 소프트웨어, 그리고 주변기기 산업의 발전을 견인했다. 이러한 팽창은 학자와 사업자들에서부터 늘 이용하는 개인 및 가족들에 이르기까지 네트워크의 사용자 유형과 그 수의 증가와 더불어 계속되었다.

## 사용
컴퓨터 네트워크는 상호 연결된 여러 컴퓨터를 활용하여 사용자가 서로 통신하는 방식을 개선하고 리소스에 대한 공유 액세스를 허용하는 서비스를 사용자에게 제공한다. 분산 컴퓨팅은 프로그램을 네트워크를 통해 상호 작용하여 작업을 공동으로 수행하는 방법을 연구하는 컴퓨터 과학 분야이다.
네트워크로 사용 가능한 통신 서비스에는 전자우편, 인스턴트 메신저, 채팅, 음성 및 화상 통화, 화상 회의가 포함된다. 네트워크는 또한 컴퓨팅 리소스의 공유를 가능하게 한다. 네트워크를 통해 공유할 수 있는 리소스에는 프린터와 같은 주변 장치, 컴퓨팅 리소스, 파일 또는 데이터베이스의 데이터가 포함된다. 예를 들어, 사용자는 공유 프린터에 문서를 인쇄하거나 공유 저장 장치를 사용할 수 있다. 또 다른 예로, 인증된 사용자는 다른 컴퓨터에 저장된 데이터에 액세스할 수 있다.

## 네트워크 패킷

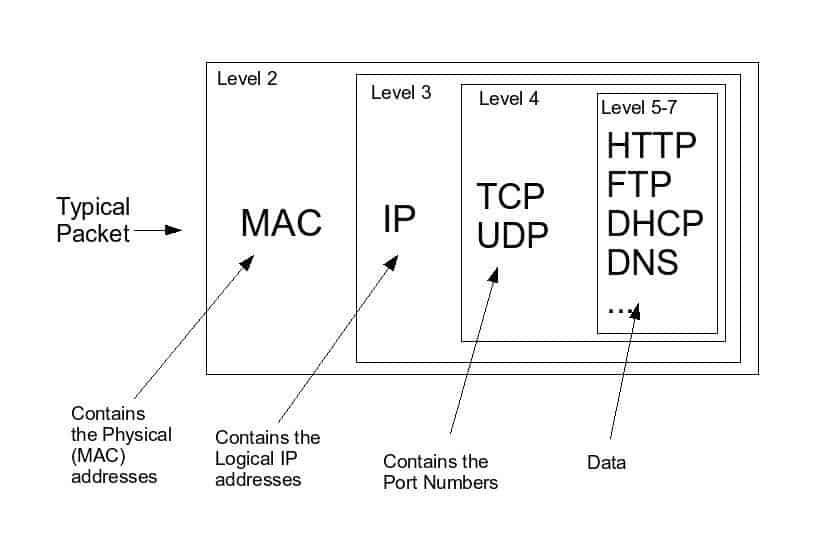
네트워크 패킷

대부분의 최신 컴퓨터 네트워크는 패킷 모드 전송을 기반으로 하는 프로토콜을 사용한다. 네트워크 패킷은 패킷 교환 네트워크에서 전송되는 데이터의 형식화된 단위이다.
패킷은 제어 정보와 사용자 데이터(페이로드)의 두 가지 유형의 데이터로 구성된다. 제어 정보는 네트워크가 사용자 데이터를 전달하는 데 필요한 데이터를 제공한다. 예를 들어, 소스 및 대상 네트워크 주소, 오류 감지 코드 및 시퀀싱 정보 등이 있다. 일반적으로 제어 정보는 패킷 헤더 및 트레일러에 있으며, 페이로드 데이터는 그 사이에 있다.
패킷을 사용하면 네트워크가 회선 교환되는 경우보다 전송 매체의 대역폭을 사용자 간에 더 잘 공유할 수 있다. 한 사용자가 패킷을 보내지 않으면 다른 사용자의 패킷으로 링크를 채울 수 있으므로 링크가 과도하게 사용되지 않는 한 비용을 비교적 적은 간섭으로 공유할 수 있다. 종종 패킷이 네트워크를 통해 이동해야 하는 경로는 즉시 사용 가능하지 않다. 이 경우 패킷은 큐에 대기하여 링크가 비어 있을 때까지 기다린다.
패킷 네트워크의 물리적 링크 기술은 일반적으로 패킷 크기를 특정 최대 전송 단위 (MTU)로 제한한다. 긴 메시지는 전송되기 전에 분할될 수 있으며, 패킷이 도착하면 재조립되어 원본 메시지를 구성한다.

## 네트워크 토폴로지

일반적인 네트워크 토폴로지

네트워크 노드와 링크의 물리적 또는 지리적 위치는 일반적으로 네트워크에 비교적 적은 영향을 미치지만, 네트워크 상호 연결의 토폴로지는 처리량과 신뢰성에 크게 영향을 미칠 수 있다. 버스 또는 스타 네트워크와 같은 많은 기술에서는 단일 장애가 네트워크 전체를 실패하게 할 수 있다. 일반적으로 상호 연결이 많을수록 네트워크는 더 견고하지만 설치 비용이 더 많이 든다. 따라서 대부분의 네트워크 다이어그램은 네트워크 호스트의 논리적 상호 연결 맵인 네트워크 토폴로지에 따라 배열된다.
일반적인 토폴로지는 다음과 같다.
- 버스 네트워크: 모든 노드가 이 매체를 따라 공통 매체에 연결된다. 이는 원래 이더넷에 사용된 레이아웃으로, 10BASE5 및 10BASE2라고 불렸다. 이는 최신 물리 계층 변형이 대신 점대점 링크를 사용하여 스타 또는 트리를 형성하지만, 여전히 데이터 링크 계층에서 일반적인 토폴로지이다.
- 스타 네트워크: 모든 노드가 특수 중앙 노드에 연결된다. 이는 소규모 스위치드 이더넷 LAN에서 일반적으로 발견되는 레이아웃으로, 각 클라이언트가 중앙 네트워크 스위치에 연결되고, 각 무선 클라이언트가 중앙 무선 액세스 포인트와 연결되는 무선랜에서 논리적으로 동일하다.
- 링 네트워크: 각 노드가 왼쪽 및 오른쪽 이웃 노드에 연결되어 모든 노드가 연결되고 각 노드가 왼쪽 또는 오른쪽으로 노드를 통과하여 서로 다른 노드에 도달할 수 있다. 토큰 링 네트워크와 파이버 분산형 데이터 인터페이스 (FDDI)는 이러한 토폴로지를 사용했다.
- 메시 네트워크: 각 노드가 임의의 수의 이웃에 연결되어 어떤 노드에서든 다른 노드로 최소 하나의 통과가 존재하도록 한다.
- 완전히 연결된 네트워크: 각 노드가 네트워크의 모든 다른 노드에 연결된다.
- 트리 네트워크: 노드가 계층적으로 배열된다. 이는 여러 스위치가 있고 중복 메시가 없는 더 큰 이더넷 네트워크의 자연스러운 토폴로지이다.

네트워크 노드의 물리적 레이아웃은 반드시 네트워크 토폴로지를 반영하지 않을 수 있다. 예를 들어, FDDI의 경우 네트워크 토폴로지는 링이지만, 모든 인접 연결이 중앙 물리적 위치를 통해 라우팅될 수 있으므로 물리적 토폴로지는 종종 스타이다. 그러나 물리적 레이아웃이 완전히 관련이 없는 것은 아니다. 일반적인 덕트 및 장비 위치는 화재, 정전 및 홍수와 같은 문제로 인해 단일 실패 지점을 나타낼 수 있기 때문이다.

### 오버레이 네트워크

샘플 오버레이 네트워크

오버레이 네트워크는 다른 네트워크 위에 구축되는 가상 컴퓨터 네트워크이다. 오버레이 네트워크의 노드는 가상 또는 논리적 링크로 연결된다. 각 링크는 기본 네트워크에서 여러 물리적 링크를 통하는 경로에 해당할 수 있다. 오버레이 네트워크의 토폴로지는 기본 네트워크의 토폴로지와 다를 수 있다(그리고 종종 다르다). 예를 들어, 많은 P2P 네트워크는 오버레이 네트워크이다. 이들은 인터넷 상에서 실행되는 가상 링크 시스템의 노드로 구성된다.
오버레이 네트워크는 컴퓨터가 데이터 네트워크가 개발되기 전에도 모뎀을 사용하여 전화선을 통해 연결되었던 네트워킹 초창기부터 사용되었다.
오버레이 네트워크의 가장 눈에 띄는 예시는 인터넷 자체이다. 인터넷 자체는 원래 전화 네트워크 위에 오버레이로 구축되었다. 오늘날에도 각 인터넷 노드는 매우 다른 토폴로지와 기술을 가진 하위 네트워크의 기본 메쉬를 통해 사실상 다른 모든 노드와 통신할 수 있다. 주소 확인 및 라우팅은 완전히 연결된 IP 오버레이 네트워크를 기본 네트워크에 매핑할 수 있도록 하는 수단이다.
오버레이 네트워크의 또 다른 예시는 네트워크의 노드에 키를 매핑하는 분산 해시 테이블이다. 이 경우 기본 네트워크는 IP 네트워크이고, 오버레이 네트워크는 키로 인덱싱되는 테이블(실제로는 맵)이다.
오버레이 네트워크는 또한 QoS 보장과 같은 인터넷 라우팅을 개선하는 방법으로 제안되었으며, 이는 고품질 스트리밍을 달성한다. IntServ, DiffServ, IP 멀티캐스트와 같은 이전 제안들은 네트워크의 모든 라우터를 수정해야 한다는 점에서 널리 수용되지 못했다. 반면 오버레이 네트워크는 인터넷 서비스 제공자의 협력 없이 오버레이 프로토콜 소프트웨어를 실행하는 최종 호스트에 점진적으로 배포될 수 있다. 오버레이 네트워크는 두 오버레이 노드 간에 기본 네트워크에서 패킷이 어떻게 라우팅되는지에 대한 제어는 없지만, 예를 들어 메시지가 목적지에 도달하기 전에 통과하는 오버레이 노드의 시퀀스를 제어할 수 있다.
예를 들어, 아카마이 테크놀로지스는 신뢰할 수 있고 효율적인 콘텐츠 전달(일종의 멀티캐스트)을 제공하는 오버레이 네트워크를 관리한다. 학술 연구에는 최종 시스템 멀티캐스트, 탄력적인 라우팅 및 서비스 품질 연구 등이 포함된다.

### 네트워크 링크
장치를 연결하여 컴퓨터 네트워크를 형성하는 데 사용되는 매질 (문헌에서는 종종 물리적 매체라고 함)에는 케이블, 광섬유 및 자유 공간이 포함된다. OSI 모형에서는 매체를 처리하는 소프트웨어가 1계층 및 2계층, 즉 물리 계층 및 데이터 링크 계층에 정의된다.
근거리 통신망 (LAN) 기술에서 구리 및 광섬유 매체를 사용하는 널리 채택된 계열은 총체적으로 이더넷으로 알려져 있다. 이더넷을 통해 네트워크 장치 간의 통신을 가능하게 하는 매체 및 프로토콜 표준은 IEEE 802.3에 의해 정의된다. 무선랜 표준은 전파를 사용하고, 다른 표준은 적외선 신호를 전송 매체로 사용한다. 전력선 통신은 건물의 전력선을 사용하여 데이터를 전송한다.

#### 유선

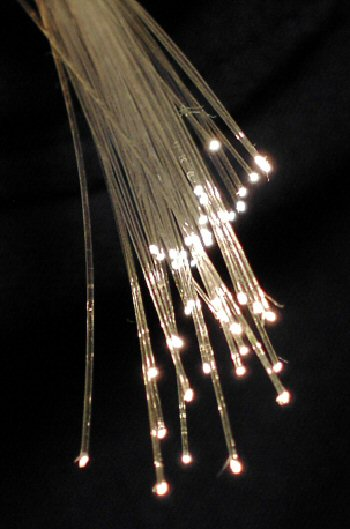
광케이블은 빛을 한 컴퓨터/네트워크 노드에서 다른 노드로 전송하는 데 사용된다.

컴퓨터 네트워킹에 사용되는 유선 기술의 종류는 다음과 같다.
- 동축 케이블은 케이블 TV 시스템, 사무실 건물 및 기타 작업 현장에서 근거리 통신망용으로 널리 사용된다. 전송 속도는 초당 2억 비트에서 초당 5억 비트 이상이다.
- ITU-T G.hn 기술은 기존 가정용 배선 (동축 케이블, 전화선 및 전력선)을 사용하여 고속 근거리 통신망을 생성한다.
- 연선 케이블은 유선 이더넷 및 기타 표준에 사용된다. 일반적으로 음성 및 데이터 전송에 모두 활용할 수 있는 4쌍의 구리 케이블로 구성된다. 두 개의 전선을 함께 꼬는 것은 누화 및 전자기 유도를 줄이는 데 도움이 된다. 전송 속도는 2 Mbit/s에서 10 Gbit/s까지 다양하다. 연선 케이블은 두 가지 형태가 있다: 비차폐 연선(UTP) 및 차폐 연선(STP). 각 형태는 다양한 시나리오에서 사용하도록 설계된 여러 카테고리 케이블 등급으로 제공된다.

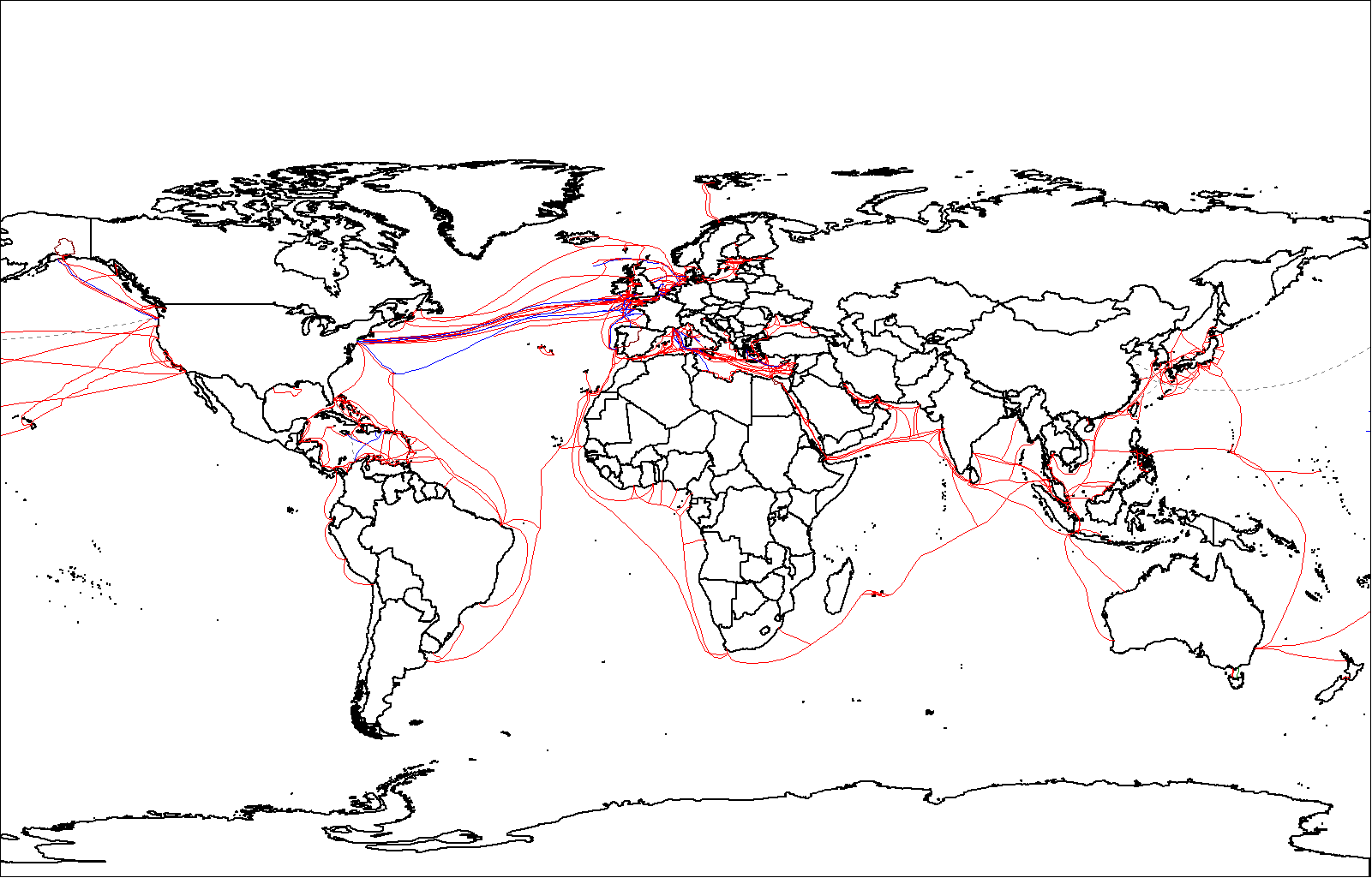
2007년 전 세계 해저 광섬유 통신 케이블 지도

- 광섬유는 유리 섬유이다. 레이저와 광 증폭기를 통해 데이터를 나타내는 빛의 펄스를 전달한다. 금속선에 비해 광섬유의 몇 가지 장점은 매우 낮은 전송 손실과 전기 간섭에 대한 면역성이다. 고밀도 파장 분할 다중화를 사용하면 광섬유는 서로 다른 파장의 빛으로 여러 데이터 스트림을 동시에 전달할 수 있으므로 데이터 전송 속도를 초당 수조 비트까지 크게 늘릴 수 있다. 광섬유는 매우 높은 데이터 전송 속도를 가진 긴 케이블 라인에 사용할 수 있으며, 대륙을 상호 연결하는 해저 통신 케이블에 사용된다. 광섬유에는 단일 모드 광섬유 (SMF)와 다중 모드 광섬유 (MMF)의 두 가지 기본 유형이 있다. 단일 모드 광섬유는 수십 또는 심지어 백 킬로미터에 걸쳐 일관된 신호를 유지할 수 있다는 장점이 있다. 다중 모드 광섬유는 종단 처리 비용이 저렴하지만, 데이터 전송 속도와 케이블 등급에 따라 수백 미터 또는 심지어 수십 미터로 제한된다.[67]

#### 무선

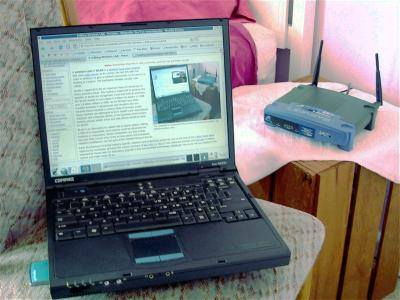
컴퓨터는 무선 링크를 사용하여 네트워크에 매우 자주 연결된다.

네트워크 연결은 무선으로 전파 또는 기타 전자기 통신 수단을 사용하여 설정할 수 있다.
- 지상 마이크로파 – 지상 마이크로파 통신은 위성 접시와 유사한 지구 기반 송신기 및 수신기를 사용한다. 지상 마이크로파는 낮은 기가헤르츠 범위에 있으며, 이는 모든 통신을 가시선으로 제한한다. 중계국은 약 40 마일 (64 km) 간격으로 배치된다.
- 통신 위성 – 위성도 마이크로파를 통해 통신한다. 위성은 우주에, 일반적으로 적도 상공 35,400 km (22,000 mi)의 정지궤도에 위치한다. 이러한 지구 궤도 시스템은 음성, 데이터 및 TV 신호를 수신하고 중계할 수 있다.
- 셀 방식 네트워크는 여러 무선 통신 기술을 사용한다. 이 시스템은 커버되는 지역을 여러 지리적 영역으로 나눈다. 각 영역은 저전력 무선 송수신기에 의해 서비스된다.
- 전파 및 분산 스펙트럼 기술 – 무선 LAN은 디지털 셀룰러와 유사한 고주파 전파 기술을 사용한다. 무선 LAN은 분산 스펙트럼 기술을 사용하여 제한된 영역에서 여러 장치 간 통신을 가능하게 한다. IEEE 802.11은 와이파이로 알려진 개방형 표준 무선 전파 기술의 일반적인 유형을 정의한다.
- 자유 공간 광 통신은 통신을 위해 가시광선 또는 비가시광선을 사용한다. 대부분의 경우 가시선 전파가 사용되어 통신 장치의 물리적 위치를 제한한다.
- 전파 및 광학 수단을 통해 인터넷을 행성 간 차원으로 확장하는 행성간 인터넷이다.[68]
- RFC 1149는 유머러스한 만우절 RFC로, 2001년에 실제로 구현되었다.[69]

마지막 두 가지 경우는 왕복 지연 시간이 길어 양방향 통신은 느리지만 많은 양의 정보를 보내는 것을 방해하지는 않는다(처리량은 높을 수 있음).

### 네트워크 노드
물리적 전송 매체 외에도 네트워크는 네트워크 인터페이스 컨트롤러, 중계기, 허브, 브리지, 스위치, 라우터, 모뎀 및 방화벽과 같은 추가 기본 시스템 구성 요소로 구축된다. 특정 장비는 종종 여러 구성 요소를 포함하여 여러 기능을 수행할 수 있다.

#### 네트워크 인터페이스

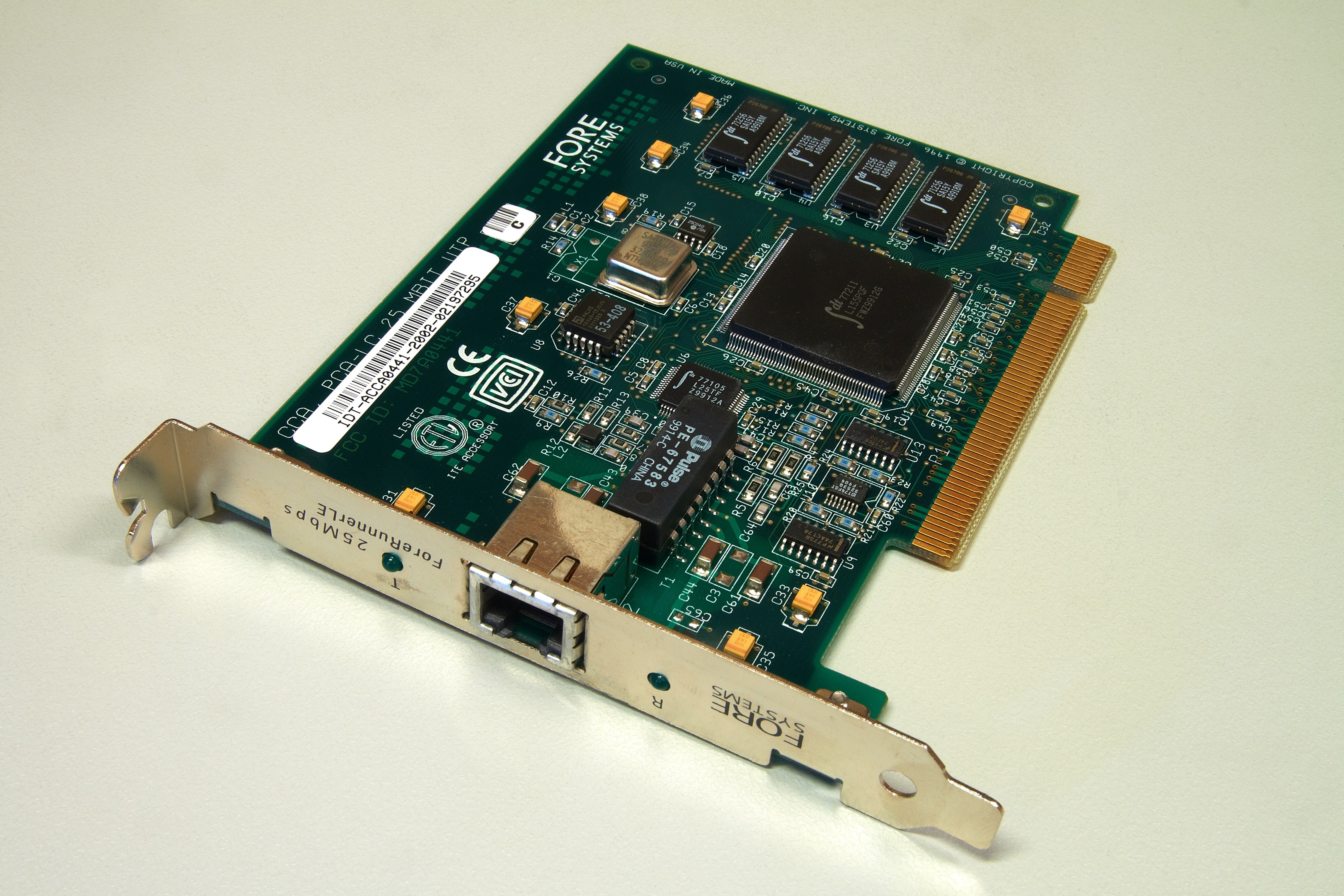
액세서리 카드 형태의 ATM 네트워크 인터페이스. 많은 네트워크 인터페이스는 내장되어 있다.

네트워크 인터페이스 컨트롤러 (NIC)는 컴퓨터를 네트워크 매체에 연결하고 낮은 수준의 네트워크 정보를 처리할 수 있는 컴퓨터 하드웨어이다. 예를 들어, NIC에는 케이블을 연결하기 위한 커넥터 또는 무선 전송 및 수신을 위한 안테나 및 관련 회로가 있을 수 있다.
이더넷 네트워크에서 각 NIC에는 고유한 미디어 액세스 제어 (MAC) 주소가 있으며, 이는 일반적으로 컨트롤러의 영구 메모리에 저장된다. 네트워크 장치 간의 주소 충돌을 방지하기 위해 IEEE는 MAC 주소 고유성을 유지하고 관리한다. 이더넷 MAC 주소의 크기는 6 옥텟이다. 가장 중요한 세 옥텟은 NIC 제조업체를 식별하는 데 예약되어 있다. 이 제조업체는 할당된 접두사만 사용하여 생산하는 모든 이더넷 인터페이스의 가장 중요하지 않은 세 옥텟을 고유하게 할당한다.

#### 중계기 및 허브
중계기는 네트워크 신호를 수신하고 불필요한 노이즈를 제거하며 재생성하는 전자 장치이다. 신호는 더 높은 전력 수준으로 재전송되거나, 신호가 성능 저하 없이 더 긴 거리를 커버할 수 있도록 장애물의 반대편으로 전송된다. 대부분의 연선 이더넷 구성에서 중계기는 100미터보다 긴 케이블에 필요하다. 광섬유의 경우 중계기는 수십 또는 수백 킬로미터 떨어져 있을 수 있다.
중계기는 OSI 모형의 물리 계층에서 작동하지만 신호를 재생성하는 데 여전히 약간의 시간이 필요하다. 이는 네트워크 성능에 영향을 미치고 올바른 기능에 영향을 미칠 수 있는 전달 지연을 유발할 수 있다. 결과적으로 많은 네트워크 아키텍처는 네트워크에서 사용되는 중계기 수를 제한한다(예: 이더넷 5-4-3 규칙).
여러 포트가 있는 이더넷 중계기는 이더넷 허브라고 한다. 네트워크 신호를 재조정하고 분배하는 것 외에도 중계기 허브는 네트워크의 충돌 감지 및 오류 격리를 돕는다. LAN의 허브 및 중계기는 최신 네트워크 스위치로 인해 대부분 구식이 되었다.

#### 브리지 및 스위치
네트워크 브리지와 네트워크 스위치는 허브와 달리 통신에 관련된 포트로만 프레임을 전달하는 반면 허브는 모든 포트로 전달한다는 점에서 다르다. 브리지는 두 개의 포트만 있지만, 스위치는 다중 포트 브리지로 생각할 수 있다. 스위치는 일반적으로 수많은 포트를 가지고 있어 장치에 대한 스타 토폴로지를 용이하게 하고 추가 스위치를 계단식으로 연결할 수 있다.
브리지와 스위치는 OSI 모형의 데이터 링크 계층 (2계층)에서 작동하며 두 개 이상의 네트워크 세그먼트 간의 트래픽을 브리지하여 단일 로컬 네트워크를 형성한다. 둘 다 각 프레임의 대상 MAC 주소를 기반으로 데이터 프레임을 포트 간에 전달하는 장치이다.
이들은 수신된 프레임의 소스 주소를 검사하여 물리적 포트와 MAC 주소의 연결을 학습하고 필요할 때만 프레임을 전달한다. 알 수 없는 대상 MAC이 대상이 되는 경우, 장치는 소스를 제외한 모든 포트에 요청을 브로드캐스트하고 응답에서 위치를 검색한다.
브리지와 스위치는 네트워크의 충돌 도메인을 분할하지만 단일 브로드캐스트 도메인을 유지한다. 브리징 및 스위칭을 통한 네트워크 세분화는 크고 혼잡한 네트워크를 더 작고 효율적인 네트워크의 집합으로 분해하는 데 도움이 된다.

#### 라우터

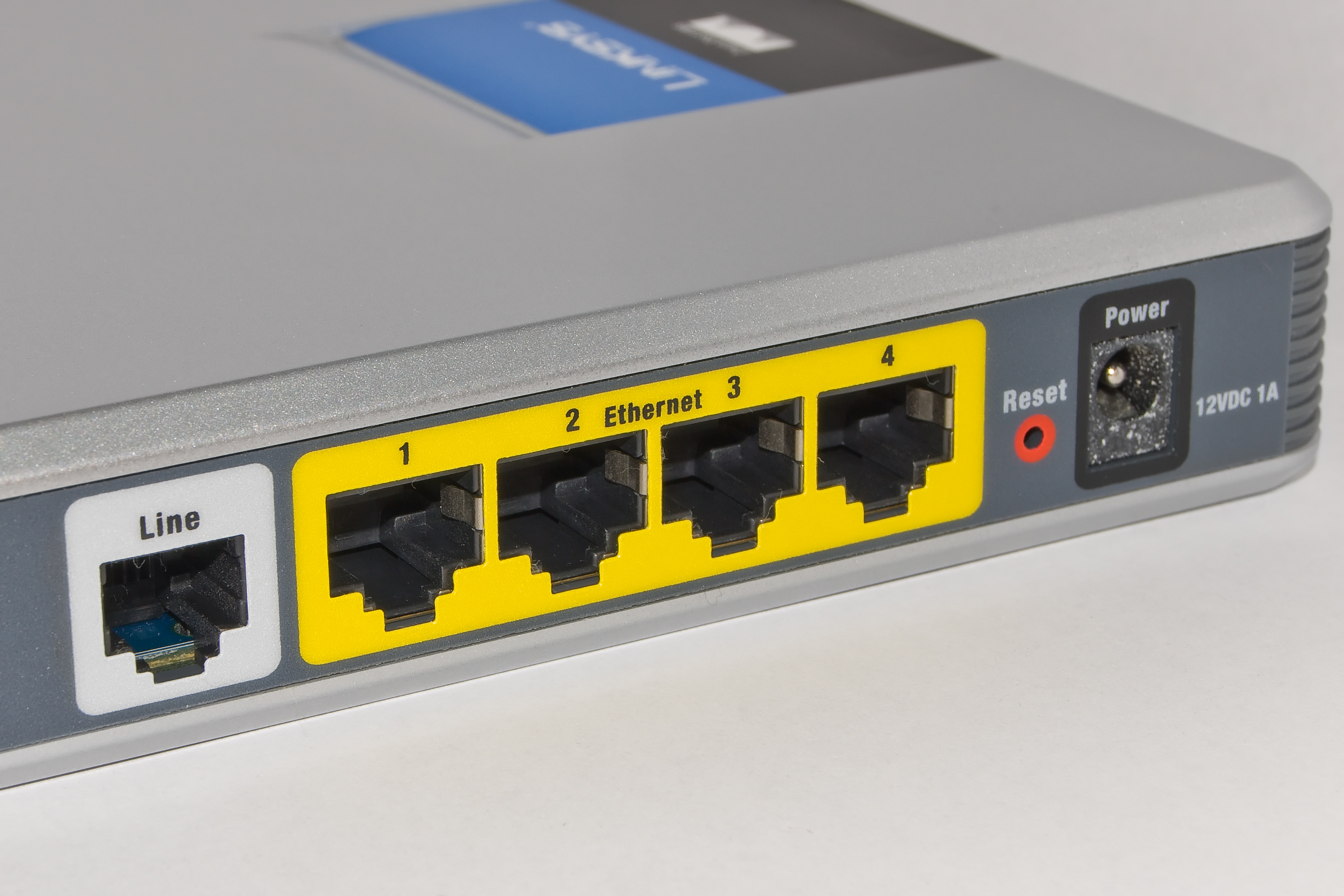
ADSL 전화선 및 이더넷 네트워크 케이블 연결을 보여주는 일반적인 가정용 또는 소규모 사무실 라우터

라우터는 패킷에 포함된 주소 지정 또는 라우팅 정보를 처리하여 네트워크 간에 패킷을 전달하는 인터네트워킹 장치이다. 라우팅 정보는 종종 라우팅 테이블과 함께 처리된다. 라우터는 라우팅 테이블을 사용하여 패킷을 전달할 위치를 결정하며, 매우 큰 네트워크에는 비효율적인 브로드캐스팅 패킷을 필요로 하지 않는다.

#### 모뎀
모뎀은 원래 디지털 네트워크 트래픽용으로 설계되지 않은 유선 또는 무선을 통해 네트워크 노드를 연결하는 데 사용된다. 이를 위해 하나 이상의 반송파 신호가 디지털 신호에 의해 변조되어 전송에 필요한 특성을 갖도록 조정될 수 있는 아날로그 신호를 생성한다. 초기 모뎀은 표준 음성 전화선을 통해 전송되는 오디오 신호를 변조했다. 모뎀은 디지털 가입자 회선 기술을 사용하는 전화선과 DOCSIS 기술을 사용하는 케이블 텔레비전 시스템에 여전히 일반적으로 사용된다.

#### 방화벽

개인 네트워크와 공용 네트워크를 분리하는 방화벽 이미지

방화벽은 네트워크 보안 및 액세스 규칙을 제어하는 네트워크 장치 또는 소프트웨어이다. 방화벽은 보안 내부 네트워크와 인터넷과 같은 잠재적으로 안전하지 않은 외부 네트워크 간의 연결에 삽입된다. 방화벽은 일반적으로 인식되지 않는 소스에서의 액세스 요청을 거부하고 인식된 소스에서의 작업을 허용하도록 구성된다. 방화벽이 네트워크 보안에서 수행하는 중요한 역할은 끊임없이 증가하는 사이버 공격과 병행하여 커지고 있다.

## 통신 프로토콜

TCP/IP 모델과 모델의 다른 계층에서 사용되는 일반적인 프로토콜과의 관계

라우터 (R)가 있을 때 TCP/IP 모델의 네 개 계층에서 두 장치 (A-B) 간의 메시지 흐름. 빨간색 흐름은 실제 통신 경로이고, 검은색 경로는 실제 네트워크 링크를 가로지른다.

통신 프로토콜은 네트워크를 통해 정보를 교환하기 위한 규칙 집합이다. 통신 프로토콜은 다양한 특성을 가지고 있다. 이들은 연결 지향 또는 비연결 지향일 수 있고, 회선 교환 또는 패킷 교환을 사용할 수 있으며, 계층적 주소 지정 또는 플랫 주소 지정을 사용할 수 있다.
OSI 모형에 따라 구성되는 프로토콜 스택에서는 통신 기능이 프로토콜 계층으로 나뉘며, 각 계층은 가장 낮은 계층이 매체를 통해 정보를 전송하는 하드웨어를 제어할 때까지 아래 계층의 서비스를 활용한다. 프로토콜 계층화의 사용은 컴퓨터 네트워킹 분야 전반에 걸쳐 보편적이다. 프로토콜 스택의 중요한 예는 HTTP (월드 와이드 웹 프로토콜)가 TCP (인터넷 프로토콜) 위에서 실행되고, 다시 IEEE 802.11 (와이파이 프로토콜) 위에서 실행되는 것이다. 이 스택은 사용자가 웹 서핑을 할 때 무선 라우터와 가정 사용자의 개인용 컴퓨터 간에 사용된다.
다양한 통신 프로토콜이 있으며, 그 중 일부는 아래에 설명되어 있다.

### 일반적인 프로토콜

#### 인터넷 프로토콜 스위트
인터넷 프로토콜 스위트, 즉 TCP/IP는 모든 최신 네트워킹의 기반이다. 이는 인터넷 프로토콜 (IP)을 사용하여 데이터그램 전송을 통해 본질적으로 신뢰할 수 없는 네트워크에서 비연결 지향 및 연결 지향 서비스를 제공한다. 그 핵심에서 이 프로토콜 스위트는 인터넷 프로토콜 버전 4 (IPv4) 및 훨씬 확장된 주소 지정 기능을 가진 다음 세대 프로토콜인 IPv6의 주소 지정, 식별 및 라우팅 사양을 정의한다. 인터넷 프로토콜 스위트는 인터넷을 위한 정의적인 프로토콜 집합이다.

#### IEEE 802
IEEE 802는 근거리 통신망 및 도시권 통신망을 다루는 IEEE 표준군이다. 완전한 IEEE 802 프로토콜 스위트는 다양한 네트워킹 기능을 제공한다. 이 프로토콜은 플랫 주소 지정 체계를 가지고 있다. 이들은 주로 OSI 모형의 1계층 및 2계층에서 작동한다.
예를 들어, MAC 브리징 (IEEE 802.1D)은 신장 트리 프로토콜을 사용하여 이더넷 패킷의 라우팅을 처리한다. IEEE 802.1Q는 가상 랜을 설명하고, IEEE 802.1X는 포트 기반 네트워크 액세스 제어 프로토콜을 정의하며, 이는 VLAN에서 사용되는 인증 메커니즘의 기반을 형성한다 (하지만 WLAN에서도 발견된다) – 이는 가정 사용자가 "무선 액세스 키"를 입력해야 할 때 보게 되는 것이다.

##### 이더넷
이더넷은 유선 LAN에 사용되는 기술 계열이다. 이는 IEEE에서 발행한 IEEE 802.3이라는 일련의 표준으로 설명된다.

##### 무선랜
IEEE 802.11 표준을 기반으로 하는 무선랜(WLAN 또는 와이파이로 널리 알려짐)은 오늘날 가정 사용자에게 가장 잘 알려진 IEEE 802 프로토콜 계열의 구성원일 것이다. IEEE 802.11은 유선 이더넷과 많은 속성을 공유한다.

#### SONET/SDH
동기 광 통신망 (SONET) 및 동기 디지털 계층 (SDH)은 레이저를 사용하여 광섬유를 통해 여러 디지털 비트 스트림을 전송하는 표준화된 다중화 프로토콜이다. 이들은 원래 다양한 소스의 회선 교환 통신을 전송하기 위해, 주로 디지털 전화를 지원하기 위해 설계되었다. 그러나 프로토콜 중립성과 전송 지향적 기능으로 인해 SONET/SDH는 ATM 프레임을 전송하는 데 명백한 선택이 되었다.

#### 비동기 전송 방식
비동기 전송 방식 (ATM)은 전기통신 네트워크를 위한 스위칭 기술이다. 이는 비동기 시분할 다중화를 사용하며 데이터를 작고 고정된 크기의 셀로 인코딩한다. 이는 가변 크기 패킷 또는 프레임을 사용하는 인터넷 프로토콜 스위트 또는 이더넷과 같은 다른 프로토콜과 다르다. ATM은 회선 교환 및 패킷 교환 네트워킹과 유사점을 가지고 있다. 이는 전통적인 높은 처리량의 데이터 트래픽과 음성 및 비디오와 같은 실시간, 낮은 지연 시간 콘텐츠를 모두 처리해야 하는 네트워크에 좋은 선택이 된다. ATM은 실제 데이터 교환이 시작되기 전에 두 엔드포인트 사이에 가상 회로를 설정해야 하는 연결 지향 모델을 사용한다.
ATM은 라스트 마일에서 여전히 중요한 역할을 하는데, 이는 인터넷 서비스 제공자와 가정 사용자 간의 연결이다.

#### 셀룰러 표준
여러 가지 다른 디지털 셀룰러 표준이 있다. 여기에는 GSM, GPRS, cdmaOne, CDMA2000, Evolution-Data Optimized (EV-DO), EDGE, UMTS, DECT, 디지털 AMPS (IS-136/TDMA) 및 iDEN이 포함된다.

### 라우팅

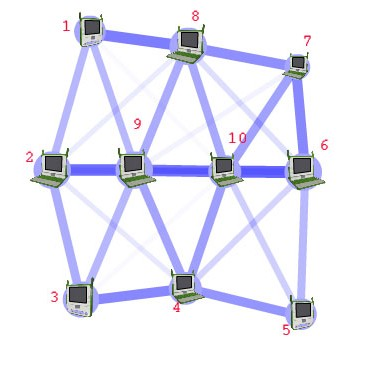
라우팅은 정보가 네트워크를 통과하는 좋은 경로를 계산한다. 예를 들어, 노드 1에서 노드 6까지의 최적 경로는 1-8-7-6, 1-8-10-6 또는 1-9-10-6이 될 가능성이 높다. 이는 최단 경로이기 때문이다.

라우팅은 네트워크 트래픽을 전달하기 위한 네트워크 경로를 선택하는 과정이다. 라우팅은 회선 교환 네트워크 및 패킷 교환 네트워크를 포함한 여러 종류의 네트워크에서 수행된다.
패킷 교환 네트워크에서 라우팅 프로토콜은 중간 노드를 통해 패킷 전달을 지시한다. 중간 노드는 일반적으로 라우터, 브리지, 게이트웨이, 방화벽 또는 스위치와 같은 네트워크 하드웨어 장치이다. 일반적인 컴퓨터도 패킷을 전달하고 라우팅을 수행할 수 있지만, 특수 하드웨어가 부족하여 성능이 제한될 수 있다. 라우팅 프로세스는 다양한 네트워크 목적지에 대한 경로를 기록하는 라우팅 테이블을 기반으로 전달을 지시한다. 대부분의 라우팅 알고리즘은 한 번에 하나의 네트워크 경로만 사용한다. 다중 경로 라우팅 기술은 여러 대체 경로를 사용할 수 있도록 한다.
라우팅은 네트워크 주소가 구조화되어 있고 유사한 주소가 네트워크 내의 근접성을 의미한다는 가정에서 브리징과 대조될 수 있다. 구조화된 주소는 단일 라우팅 테이블 항목이 장치 그룹에 대한 경로를 나타낼 수 있도록 한다. 대규모 네트워크에서 라우터가 사용하는 구조화된 주소 지정은 브리징이 사용하는 비구조화된 주소 지정보다 성능이 우수하다. 구조화된 IP 주소는 인터넷에서 사용된다. 비구조화된 MAC 주소는 이더넷 및 유사한 근거리 통신망에서 브리징에 사용된다.

## 지리적 범위
네트워크는 물리적 용량, 조직 목적, 사용자 인증, 액세스 권한 등 다양한 속성이나 특징으로 분류될 수 있다. 또 다른 독특한 분류 방법은 물리적 범위 또는 지리적 규모이다.

### 나노 스케일 네트워크
나노네트워크는 메시지 캐리어와 같은 주요 구성 요소가 나노 스케일로 구현되며, 거시 스케일 통신 메커니즘과 다른 물리적 원리를 활용한다. 나노 스케일 통신은 생체 시스템에서 발견되는 것과 같은 매우 작은 센서 및 액추에이터로 통신을 확장하며, 다른 통신 기술에는 너무 가혹한 환경에서도 작동하는 경향이 있다.

### 개인 통신망
개인 통신망 (PAN)은 한 사람과 가까운 컴퓨터 및 다양한 정보 기술 장치 간의 통신에 사용되는 컴퓨터 네트워크이다. PAN에서 사용되는 장치의 예로는 개인용 컴퓨터, 프린터, 팩스 기계, 전화, PDA, 스캐너, 비디오 게임 콘솔이 있다. PAN에는 유선 및 무선 장치가 포함될 수 있다. PAN의 도달 범위는 일반적으로 10미터까지 확장된다. 유선 PAN은 일반적으로 USB 및 FireWire 연결로 구성되는 반면, 블루투스 및 적외선 통신과 같은 기술은 일반적으로 무선 PAN을 형성한다.

### 근거리 통신망
근거리 통신망 (LAN)은 가정, 학교, 사무실 건물 또는 밀접하게 위치한 건물 그룹과 같이 제한된 지리적 영역 내에서 컴퓨터와 장치를 연결하는 네트워크이다. 유선 LAN은 일반적으로 이더넷 기술을 기반으로 한다. ITU-T G.hn과 같은 다른 네트워킹 기술은 동축 케이블, 전화선 및 전력선과 같은 기존 배선을 사용하여 유선 LAN을 생성하는 방법도 제공한다.
LAN은 라우터를 사용하여 광역 통신망 (WAN)에 연결될 수 있다. WAN과 대조되는 LAN의 특징은 더 높은 데이터 전송 속도, 제한된 지리적 범위, 연결을 제공하기 위한 전용선에 대한 의존 부족을 포함한다. 현재 이더넷 또는 기타 IEEE 802.3 LAN 기술은 2010년에 IEEE에 의해 표준화된 100 Gbit/s 이상의 데이터 전송 속도로 작동한다.

### 홈 네트워킹
홈 네트워킹 (HAN)은 일반적으로 가정에 배치된 소수의 개인용 컴퓨터 및 프린터, 모바일 컴퓨팅 장치와 같은 액세서리 간의 통신에 사용되는 주거용 LAN이다. 중요한 기능은 인터넷 액세스 공유이며, 이는 종종 케이블 인터넷 액세스 또는 디지털 가입자 회선 (DSL) 제공업체를 통한 광대역 서비스이다.

### 스토리지 에어리어 네트워크
스토리지 에어리어 네트워크 (SAN)는 통합된 블록 수준 데이터 스토리지에 대한 액세스를 제공하는 전용 네트워크이다. SAN은 주로 디스크 배열, 테이프 라이브러리, 광학 주크박스와 같은 저장 장치를 서버에서 로컬로 연결된 장치처럼 보이도록 접근 가능하게 만드는 데 사용된다. SAN은 일반적으로 자체 저장 장치 네트워크를 가지고 있으며, 이는 일반적으로 다른 장치에 의해 근거리 통신망을 통해 접근할 수 없다. SAN의 비용과 복잡성은 2000년대 초반에 기업 및 중소기업 환경 모두에서 더 넓은 채택을 가능하게 하는 수준으로 떨어졌다.

### 캠퍼스 통신망
캠퍼스 통신망 (CAN)은 제한된 지리적 영역 내의 LAN 상호 연결로 구성된다. 네트워킹 장비 (스위치, 라우터) 및 전송 매체 (광섬유, Cat5 케이블링 등)는 거의 전적으로 캠퍼스 입주자 또는 소유자 (기업, 대학, 정부 등)가 소유한다.
예를 들어, 대학 캠퍼스 네트워크는 다양한 캠퍼스 건물을 연결하여 학술 대학 또는 부서, 도서관 및 학생 기숙사를 연결할 가능성이 높다.

### 백본망
백본망은 다른 LAN 또는 하위 네트워크 간의 정보 교환 경로를 제공하는 컴퓨터 네트워크 인프라의 일부이다. 백본은 동일한 건물 내, 다른 건물 간 또는 넓은 지역에 걸쳐 다양한 네트워크를 연결할 수 있다. 네트워크 백본을 설계할 때 네트워크 성능 및 네트워크 혼잡은 고려해야 할 중요한 요소이다. 일반적으로 백본 네트워크의 용량은 연결된 개별 네트워크의 용량보다 크다.
예를 들어, 대기업은 전 세계에 위치한 부서를 연결하기 위해 백본 네트워크를 구현할 수 있다. 부서 네트워크를 연결하는 장비는 네트워크 백본을 구성한다. 백본 네트워크의 또 다른 예는 인터넷 백본으로, 광역 통신망 (WAN), 메트로, 지역, 국가 및 대륙 간 네트워크 간에 대량의 데이터를 전달하는 거대한 글로벌 광섬유 케이블 및 광 통신망 시스템이다.

### 도시권 통신망
도시권 통신망 (MAN)은 도시권 크기의 지리적 지역에서 컴퓨터 리소스를 가진 사용자를 상호 연결하는 대규모 컴퓨터 네트워크이다.

### 광역 통신망
광역 통신망 (WAN)은 도시, 국가와 같이 넓은 지리적 영역을 포괄하거나 심지어 대륙 간 거리에 걸쳐 있는 컴퓨터 네트워크이다. WAN은 전화선, 케이블 및 전파와 같은 여러 유형의 매체를 결합하는 통신 채널을 사용한다. WAN은 종종 전화 회사와 같은 코먼 캐리어가 제공하는 전송 시설을 활용한다. WAN 기술은 일반적으로 OSI 모형의 하위 세 계층, 즉 물리 계층, 데이터 링크 계층 및 네트워크 계층에서 작동한다.

### 기업 사설망
기업 사설망은 단일 조직이 사무실 위치(예: 생산 현장, 본사, 원격 사무실, 상점)를 상호 연결하여 컴퓨터 리소스를 공유할 수 있도록 구축하는 네트워크이다.

### 가상사설망
가상사설망 (VPN)은 노드 간의 일부 링크가 물리적 전선 대신 더 큰 네트워크(예: 인터넷)의 개방형 연결 또는 가상 회로로 전달되는 오버레이 네트워크이다. 가상 네트워크의 데이터 링크 계층 프로토콜은 더 큰 네트워크를 통해 터널링된다고 한다. 일반적인 응용 분야는 공용 인터넷을 통한 보안 통신이지만, VPN은 인증 또는 콘텐츠 암호화와 같은 명시적인 보안 기능을 가질 필요는 없다. 예를 들어, VPN은 강력한 보안 기능을 가진 기본 네트워크를 통해 서로 다른 사용자 커뮤니티의 트래픽을 분리하는 데 사용될 수 있다.
VPN은 최선형 성능을 가질 수도 있고, VPN 고객과 VPN 서비스 제공자 간에 정의된 서비스 수준 계약(SLA)을 가질 수도 있다.

### 글로벌 지역 네트워크
글로벌 지역 네트워크 (GAN)는 임의의 수의 무선랜, 위성 커버리지 영역 등을 통해 모바일 사용자를 지원하는 데 사용되는 네트워크이다. 모바일 통신의 주요 과제는 한 지역 커버리지 영역에서 다음 지역으로 통신을 핸드오프하는 것이다. IEEE Project 802에서는 일련의 지상 무선랜을 포함한다.

## 조직 범위
네트워크는 일반적으로 소유한 조직에서 관리한다. 개인 기업 네트워크는 인트라넷과 엑스트라넷의 조합을 사용할 수 있다. 또한 단일 소유자가 없으며 사실상 무제한적인 글로벌 연결을 허용하는 인터넷에 대한 네트워크 액세스를 제공할 수도 있다.

### 인트라넷
인트라넷은 단일 관리 주체의 통제하에 있는 네트워크 집합이다. 인트라넷은 일반적으로 인터넷 프로토콜과 웹 브라우저 및 파일 전송 애플리케이션과 같은 IP 기반 도구를 사용한다. 관리 주체는 인트라넷의 사용을 승인된 사용자에게만 제한한다. 가장 일반적으로 인트라넷은 조직의 내부 LAN이다. 대규모 인트라넷에는 일반적으로 사용자에게 조직 정보를 제공하기 위한 하나 이상의 웹 서버가 있다.

### 엑스트라넷
엑스트라넷은 단일 조직의 관리 통제하에 있지만 특정 외부 네트워크에 대한 제한된 연결을 지원하는 네트워크이다. 예를 들어, 조직은 비즈니스 파트너 또는 고객과 데이터를 공유하기 위해 인트라넷의 일부 측면에 대한 액세스를 제공할 수 있다. 이러한 다른 개체는 보안 관점에서 반드시 신뢰할 수 있는 것은 아니다. 엑스트라넷에 대한 네트워크 연결은 종종, 그러나 항상 그런 것은 아니지만, 광역 통신망 기술을 통해 구현된다.

### 인터넷

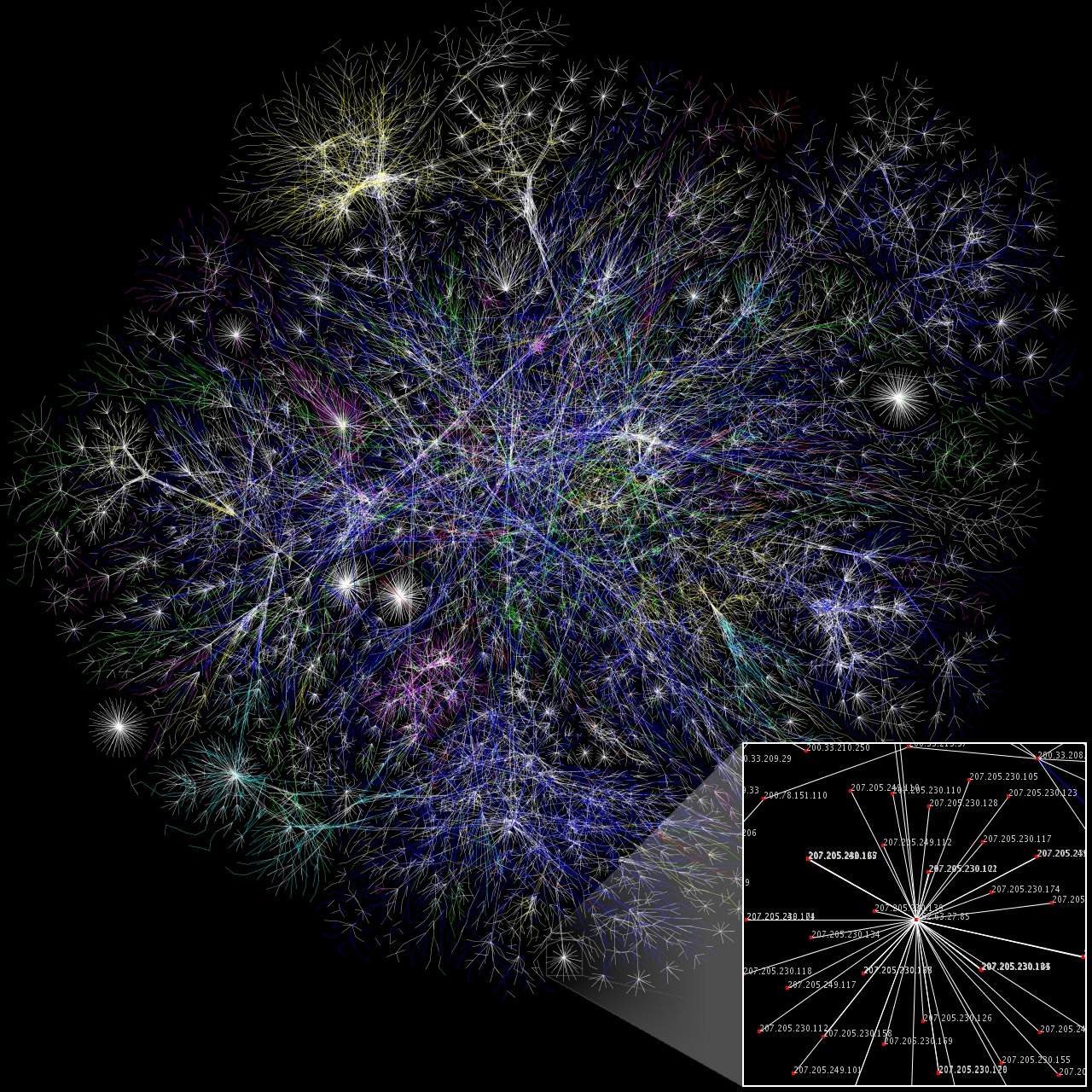
2005년 데이터를 기반으로 한 인터넷 부분 지도. 각 선은 두 노드 사이에 그려지며, 두 IP 주소를 나타낸다. 선의 길이는 두 노드 간의 지연을 나타낸다.

인터네트워킹은 여러 다른 유형의 컴퓨터 네트워크를 연결하여 상위 계층 네트워크 프로토콜을 사용하고 라우터로 연결하여 단일 컴퓨터 네트워크를 형성하는 것이다.
인터넷은 인터네트워킹의 가장 큰 예시이다. 이는 상호 연결된 정부, 학술, 기업, 공공 및 개인 컴퓨터 네트워크의 글로벌 시스템이다. 이는 인터넷 프로토콜 스위트의 네트워킹 기술을 기반으로 한다. 이는 미국 국방부의 DARPA가 개발한 아파넷의 후속이다. 인터넷은 구리 통신 및 광 통신망 백본을 활용하여 월드 와이드 웹 (WWW), 사물인터넷, 비디오 전송 및 광범위한 정보 서비스를 가능하게 한다.
인터넷 참여자는 인터넷 프로토콜 스위트 및 IANA와 주소 레지스트리에서 관리하는 IP 주소 시스템과 호환되는 수백 가지의 문서화되고 종종 표준화된 다양한 방법을 사용한다. 서비스 제공자와 대기업은 경계 경로 프로토콜 (BGP)을 통해 주소 공간의 도달 가능성에 대한 정보를 교환하여 중복된 전 세계 전송 경로 메쉬를 형성한다.

### 다크넷
다크넷은 일반적으로 인터넷에서 실행되며 특수 소프트웨어를 통해서만 접근할 수 있는 오버레이 네트워크이다. 이는 익명화 네트워크로, 연결은 신뢰할 수 있는 피어(때로는 친구(F2F)라고도 함) 사이에만 비표준 프로토콜과 포트를 사용하여 이루어진다.
다크넷은 다른 분산 P2P 네트워크와 구별되는데, 공유가 익명으로 이루어지며(즉, IP 주소가 공개적으로 공유되지 않음), 따라서 사용자는 정부나 기업의 간섭에 대한 두려움 없이 통신할 수 있다.

## 네트워크 서비스
네트워크 서비스는 컴퓨터 네트워크의 서버에서 호스팅되는 애플리케이션으로, 네트워크 구성원이나 사용자에게 특정 기능을 제공하거나 네트워크 자체의 작동을 돕는 역할을 한다.
월드 와이드 웹, 전자우편, 인쇄 및 네트워크 파일 공유는 잘 알려진 네트워크 서비스의 예이다. 도메인 네임 시스템 (DNS)과 같은 네트워크 서비스는 IP 및 MAC 주소에 이름을 부여하며 (사람들은 210.121.67.18과 같은 숫자보다 nm.lan과 같은 이름을 더 잘 기억한다), 동적 호스트 구성 프로토콜 (DHCP)은 네트워크의 장비가 유효한 IP 주소를 갖도록 보장한다.
서비스는 일반적으로 해당 네트워크 서비스의 클라이언트와 서버 간의 메시지 형식과 시퀀스를 정의하는 서비스 프로토콜을 기반으로 한다.

## 네트워크 성능

### 대역폭
대역폭은 비트/초 단위로 측정되며, 달성된 처리량 또는 굿풋, 즉 통신 경로를 통한 성공적인 데이터 전송의 평균 속도를 의미할 수 있다. 처리량은 대역폭 조절, 대역폭 관리, 대역폭 제한, 대역폭 상한 및 대역폭 할당 (예: 대역폭 할당 프로토콜 및 동적 대역폭 할당)과 같은 프로세스에 의해 영향을 받는다.

### 네트워크 지연
네트워크 지연은 전기 통신 네트워크의 설계 및 성능 특성이다. 이는 데이터 비트가 한 통신 엔드포인트에서 다른 통신 엔드포인트로 네트워크를 통해 이동하는 데 걸리는 지연 시간을 지정한다. 지연은 특정 통신 엔드포인트 쌍의 위치에 따라 약간 다를 수 있다. 엔지니어는 일반적으로 최대 및 평균 지연을 모두 보고하며, 지연을 여러 구성 요소로 나누어 그 합이 총 지연이 되도록 한다.
- 처리 지연 — 라우터가 패킷 헤더를 처리하는 데 걸리는 시간
- 큐잉 지연 — 패킷이 라우팅 큐에서 대기하는 시간
- 전송 지연 — 패킷의 비트를 링크에 푸시하는 데 걸리는 시간
- 전달 지연 — 신호가 매체를 통해 전파되는 데 걸리는 시간

데이터 전송을 통해 패킷을 직렬로 전송하는 데 걸리는 시간으로 인해 특정 최소 지연이 발생한다. 이 지연은 네트워크 혼잡으로 인한 더 가변적인 수준의 지연에 의해 연장된다. IP 네트워크 지연은 1마이크로초 미만에서 수백 밀리초까지 다양할 수 있다.

### 성능 측정
성능에 영향을 미치는 매개변수는 일반적으로 처리량, 지터, 비트 오류율 및 지연 시간을 포함한다.
회선 교환 네트워크에서 네트워크 성능은 서비스 등급과 동의어이다. 거부된 통화 수는 혼잡한 트래픽 부하에서 네트워크가 얼마나 잘 수행되는지 측정하는 척도이다. 다른 유형의 성능 측정에는 노이즈 및 에코 수준이 포함될 수 있다.
비동기 전송 방식 (ATM) 네트워크에서 성능은 라인 속도, QoS, 데이터 처리량, 연결 시간, 안정성, 기술, 변조 기술 및 모뎀 개선으로 측정할 수 있다.틀:Full citation needed
네트워크의 성능을 측정하는 방법은 많다. 각 네트워크는 특성과 설계가 다르기 때문이다. 성능은 측정 대신 모델링될 수도 있다. 예를 들어, 상태 전이 다이어그램은 회선 교환 네트워크의 큐잉 성능을 모델링하는 데 자주 사용된다. 네트워크 플래너는 이러한 다이어그램을 사용하여 각 상태에서 네트워크가 어떻게 작동하는지 분석하여 네트워크가 최적으로 설계되었는지 확인한다.

### 네트워크 혼잡
네트워크 혼잡은 링크 또는 노드가 정격보다 큰 데이터 부하를 받아서 서비스 품질이 저하될 때 발생한다. 네트워크가 혼잡하고 큐가 너무 가득 차면 패킷을 버려야 하고, 참가자는 재전송에 의존하여 신뢰성 있는 통신을 유지해야 한다. 혼잡의 일반적인 영향에는 큐잉 지연, 패킷 손실 또는 새 연결의 차단이 포함된다. 이 후자의 두 가지 결과는 제공된 부하의 증분이 네트워크 처리량의 작은 증가로 이어지거나 잠재적으로 네트워크 처리량의 감소로 이어진다는 것이다.
네트워크 프로토콜은 패킷 손실을 보상하기 위해 공격적인 재전송을 사용하여 초기 부하가 정상적으로 네트워크 혼잡을 유발하지 않는 수준으로 감소한 후에도 시스템을 네트워크 혼잡 상태로 유지하는 경향이 있다. 따라서 이러한 프로토콜을 사용하는 네트워크는 동일한 부하 수준에서 두 가지 안정적인 상태를 나타낼 수 있다. 낮은 처리량을 가진 안정적인 상태를 혼잡 붕괴라고 한다.
최신 네트워크는 혼잡 제어, 혼잡 회피 및 트래픽 제어 기술을 사용하며, 엔드포인트는 일반적으로 네트워크가 혼잡할 때 전송 속도를 늦추거나 때로는 전송을 완전히 중단하여 혼잡 붕괴를 피하려고 한다. 특정 기술에는 802.11의 CSMA/CA 및 원래 이더넷과 같은 프로토콜의 지수 백오프, TCP의 창 감소, 라우터와 같은 장치의 공정 큐잉이 포함된다.
네트워크 혼잡의 부정적인 영향을 피하는 또 다른 방법은 QoS 우선 순위 체계를 구현하여 선택된 트래픽이 혼잡을 우회할 수 있도록 하는 것이다. 우선 순위 체계는 그 자체로 네트워크 혼잡을 해결하지는 않지만, 중요한 서비스에 대한 혼잡의 영향을 완화하는 데 도움이 된다. 네트워크 혼잡을 피하는 세 번째 방법은 특정 흐름에 대한 네트워크 자원의 명시적 할당이다. 이의 한 예는 ITU-T G.hn 가정 네트워킹 표준에서 Contention-Free Transmission Opportunities (CFTXOPs)를 사용하는 것이다.
인터넷의 경우 RFC 2914는 혼잡 제어 주제를 자세히 다룬다.

### 네트워크 탄력성
네트워크 탄력성은 "결함과 정상적인 작동에 대한 과제에 직면하여 허용 가능한 수준의 서비스를 제공하고 유지할 수 있는 능력"이다.

## 보안
컴퓨터 네트워크는 또한 보안 해커에 의해 네트워크에 연결된 장치에 컴퓨터 바이러스 또는 웜을 배포하거나, 서비스 거부 공격을 통해 이러한 장치가 네트워크에 액세스하는 것을 방지하는 데 사용된다.

### 네트워크 보안
네트워크 보안은 네트워크 관리자가 컴퓨터 네트워크 및 네트워크에 액세스 가능한 리소스에 대한 무단 액세스, 오용, 수정 또는 거부를 방지하고 모니터링하기 위해 채택하는 조항 및 정책으로 구성된다. 네트워크 보안은 비즈니스, 정부 기관 및 개인 간의 일상적인 거래 및 통신을 보호하기 위해 공공 및 민간을 포함한 다양한 컴퓨터 네트워크에서 사용된다.

### 네트워크 감시
네트워크 감시는 인터넷과 같은 컴퓨터 네트워크를 통해 전송되는 데이터를 모니터링하는 것이다. 모니터링은 종종 은밀하게 이루어지며 정부, 기업, 범죄 조직 또는 개인이 수행하거나 그들의 지시에 따라 수행될 수 있다. 이는 합법적일 수도 있고 아닐 수도 있으며, 법원 또는 기타 독립 기관의 승인이 필요할 수도 있고 아닐 수도 있다.
컴퓨터 및 네트워크 감시 프로그램은 오늘날 널리 퍼져 있으며, 거의 모든 인터넷 트래픽은 불법 활동의 단서를 찾기 위해 모니터링되거나 잠재적으로 모니터링될 수 있다.
감시는 정부와 법집행 기관이 사회 통제를 유지하고, 위협을 인식 및 모니터링하며, 범죄 활동을 예방하거나 조사하는 데 매우 유용하다. 총체적 정보 인식 프로그램, 고속 감시 컴퓨터 및 생체 인식 소프트웨어와 같은 기술, 통신 지원 법률과 같은 법률의 출현으로 정부는 시민의 활동을 모니터링할 수 있는 전례 없는 능력을 보유하게 되었다.
그러나 국경 없는 기자회, 전자 프런티어 재단 및 미국 시민 자유 연맹과 같은 많은 시민권 및 프라이버시 단체는 시민에 대한 감시 증가가 제한된 정치적 자유와 개인적 자유를 가진 대중감시 사회로 이어질 수 있다고 우려를 표명했다. 어노니머스 해커 그룹은 "가혹한 감시"라고 생각하는 것에 항의하여 정부 웹사이트를 해킹했다.

### 단대단 암호화
단대단 암호화 (E2EE)는 두 통신 당사자 간에 이동하는 데이터의 중단 없는 보호를 위한 디지털 통신 패러다임이다. 이는 발신 당사자가 데이터를 암호화하여 의도된 수신자만이 데이터를 복호화할 수 있도록 하며, 제3자에게 의존하지 않는다. 단대단 암호화는 인터넷 서비스 제공자 또는 애플리케이션 서비스 제공자와 같은 중간자가 통신을 읽거나 변조하는 것을 방지한다. 단대단 암호화는 일반적으로 기밀성과 무결성을 모두 보호한다.
단대단 암호화의 예시로는 웹 트래픽을 위한 HTTPS, 전자우편을 위한 PGP, 인스턴트 메신저를 위한 OTR, 전화 통화를 위한 ZRTP, 라디오를 위한 TETRA가 있다.
일반적인 서버 기반 통신 시스템은 단대단 암호화를 포함하지 않는다. 이러한 시스템은 클라이언트와 서버 간의 통신만 보호할 수 있으며, 통신 당사자 자체 간의 통신은 보호하지 않는다. E2EE가 아닌 시스템의 예로는 구글 토크, 야후! 메신저, 페이스북, 드롭박스가 있다.
단대단 암호화 패러다임은 통신 자체의 엔드포인트에서의 위험(예: 클라이언트의 기술적 악용, 낮은 품질의 난수 생성기, 키 에스크로)을 직접적으로 다루지 않는다. E2EE는 또한 엔드포인트의 신원 및 메시지 전송 시간과 수량과 같은 트래픽 분석 관련 문제도 다루지 않는다.

### SSL/TLS
1990년대 중반 월드 와이드 웹에서 전자 상거래가 도입되고 빠르게 성장하면서 어떤 형태의 인증 및 암호화가 필요하다는 것이 분명해졌다. 넷스케이프는 새로운 표준을 처음으로 시도했다. 당시 지배적인 웹 브라우저는 넷스케이프 내비게이터였다. 넷스케이프는 SSL(Secure Socket Layer)이라는 표준을 만들었다. SSL은 인증서가 있는 서버를 필요로 한다. 클라이언트가 SSL 보안 서버에 대한 액세스를 요청하면 서버는 인증서 사본을 클라이언트에 보낸다. SSL 클라이언트는 이 인증서를 확인하고(모든 웹 브라우저에는 루트 인증서의 포괄적인 목록이 사전 로드되어 있음), 인증서가 확인되면 서버가 인증되고 클라이언트는 세션에서 사용할 대칭 키 암호를 협상한다. 이제 세션은 SSL 서버와 SSL 클라이언트 간의 매우 안전한 암호화된 터널에 있게 된다.

## 네트워크 관점
사용자와 네트워크 관리자는 일반적으로 네트워크에 대해 다른 관점을 가지고 있다. 사용자는 워크그룹에서 프린터와 일부 서버를 공유할 수 있는데, 이는 일반적으로 그들이 같은 지리적 위치에 있고 같은 LAN에 있다는 것을 의미한다. 반면 네트워크 관리자는 해당 네트워크를 유지하고 실행하는 책임을 진다. 관심 공동체는 지역 영역에 있다는 연결성이 적으며, 임의로 위치한 사용자 집합이 일련의 서버를 공유하고, P2P 기술을 통해 통신할 수도 있다고 생각해야 한다.
네트워크 관리자는 물리적 및 논리적 관점에서 네트워크를 볼 수 있다. 물리적 관점은 지리적 위치, 물리적 케이블링 및 전송 매체를 통해 상호 연결되는 네트워크 요소(예: 라우터, 브리지 및 애플리케이션 계층 게이트웨이)를 포함한다. TCP/IP 아키텍처에서 부분망이라고 불리는 논리적 네트워크는 하나 이상의 전송 매체에 매핑된다. 예를 들어, 건물 캠퍼스에서 일반적인 관행은 VLAN을 사용하여 각 건물의 LAN 케이블 세트를 공통 서브넷처럼 보이게 하는 것이다.
사용자와 관리자는 네트워크의 신뢰 및 범위 특성을 다양한 정도로 인식한다. 다시 TCP/IP 아키텍처 용어를 사용하면 인트라넷은 일반적으로 기업이 사적으로 관리하는 관심 공동체이며, 승인된 사용자(예: 직원)만 액세스할 수 있다. 인트라넷은 인터넷에 연결될 필요는 없지만, 일반적으로 제한된 연결을 가지고 있다. 엑스트라넷은 인트라넷의 확장으로, 인트라넷 외부의 사용자(예: 비즈니스 파트너, 고객)에게 보안 통신을 허용한다.
비공식적으로 인터넷은 ISP에 의해 상호 연결된 사용자, 기업 및 콘텐츠 제공자의 집합이다. 공학적 관점에서 인터넷은 등록된 IP 주소 공간을 공유하고 경계 경로 프로토콜을 사용하여 해당 IP 주소의 도달 가능성에 대한 정보를 교환하는 서브넷 및 서브넷의 집합이다. 일반적으로 서버의 사람이 읽을 수 있는 이름은 DNS의 디렉터리 기능을 통해 사용자에게 투명하게 IP 주소로 변환된다.
인터넷을 통해 기업 간, 기업-소비자, 소비자-소비자 통신이 가능하다. 돈이나 민감한 정보가 교환될 때는 통신이 어떤 형태의 통신 보안 메커니즘에 의해 보호될 가능성이 높다. 인트라넷과 엑스트라넷은 보안 가상사설망 기술을 사용하여 일반 인터넷 사용자와 관리자의 접근 없이 인터넷 위에 안전하게 중첩될 수 있다.

## 같이 보기
- 클라우드 컴퓨팅
- 가상 공간
- 인터넷의 역사
- 정보화 시대
- ISO/IEC 11801
- 네트워크 다이어그램 소프트웨어
- 네트워크 매핑
- 칩의 네트워크
- 네트워크 계획 및 설계
- 네트워크 시뮬레이션
- OSI 7 계층
- 무선망
- 애드혹 네트워크
- 디지털 환경(영어판)
- 디지털 풋프린트(영어판)

## 더 읽어보기
- Kurose James F and Keith W. Ross: Computer Networking: A Top-Down Approach Featuring the Internet, Pearson Education 2005.
- 윌리엄 스탤링스, Computer Networking with Internet Protocols and Technology, Pearson Education 2004.
- 디미트리 베르트세카스, and 로버트 갤러거, "Data Networks," Prentice Hall, 1992.